# Free Software Foundation India
La Free Software Foundation India (FSFI) est une organisation à but non lucratif fondée en 2001 pour soutenir la cause du logiciel libre en Inde.

## Vue d’ensemble
Elle a des organisations sœurs en Amérique du Nord, en Europe et en Amérique latine. Elle est aussi connue au niveau mondial pour avoir réuni Richard Stallman et Jimmy Wales à Thiruvananthapuram, en 2008, lors d’une conférence sur les questions philosophiques du Libre.

## Organisations sœurs
- Free Software Foundation
- Free Software Foundation Europe
- Free Software Foundation Latin America